# 維積利足球會
維積利足球會（丹麥語：Vejle Boldklub Kolding）是位於丹麥南部城市瓦埃勒的一家足球俱樂部，成立於1891年，在歷史上曾經五次獲得丹麥國內頂級足球聯賽的冠軍，六次獲得丹麥盃的冠軍。維積利現在參加丹麥足球超級聯賽賽事。

## 外部連結
- 官方網站 （页面存档备份，存于）